# Asura celipodoa
Asura celipodoa är en fjärilsart som beskrevs av Adalbert Seitz 1910. Asura celipodoa ingår i släktet Asura och familjen björnspinnare. Inga underarter finns listade i Catalogue of Life.